# 스타워즈: 라스트 제다이
《스타워즈: 라스트 제다이》(영어: Star Wars: The Last Jedi)은 2017년 공개된 미국의 서사 스페이스 오페라 영화로, 라이언 존슨이 감독과 각본을 맡았다. 《스타워즈》 영화 중에서 8번째 작품이자 2015년 공개된 《스타워즈: 깨어난 포스》에 이은 《스타워즈 시퀄 시리즈》에서 두번째 해당하는 작품이다. 루카스필름이 제작하여 월트 디즈니 스튜디오 모션 픽처스가 배급한다. 마크 해밀, 캐리 피셔, 애덤 드라이버, 데이지 리들리, 존 보예가, 오스카 아이작, 루피타 뇽오, 돔놀 글리슨, 앤서니 대니얼스, 그웬돌린 크리스티, 앤디 서키스, 베니치오 델 토로, 로라 던, 켈리 마리 트랜 등이 출연했다.

## 줄거리
스타킬러 베이스 전투 직후, 레아 오르가나 장군과 저항군은 퍼스트 오더 함대가 도착하자 기지를 대피시킨다. 레아의 명령에도 불구하고 포 다메론은 비용이 많이 드는 반격을 지휘하여 퍼스트 오더 드레드노트를 파괴한다. 남은 저항군은 하이퍼스페이스로 탈출하지만, 퍼스트 오더는 장치를 사용하여 그들을 추적하고 다시 공격한다. 카일로 렌은 그의 어머니 레아가 탑승하고 있음을 감지한 후 선두 저항군 함선에 발포하기를 망설이지만, 그의 윙맨들이 함교를 파괴하여 대부분의 저항군 지도자들을 죽인다. 레아는 우주 공간으로 끌려가지만 포스를 사용하여 살아남는다. 레아가 회복하는 동안 홀도 부제독이 저항군의 지휘권을 맡는다. 연료가 부족한 나머지 함대는 퍼스트 오더의 추격을 받는다.
아치토에서 레이는 루크 스카이워커를 저항군에 영입하려고 한다. 자진해서 유배 생활을 하던 루크는 제다이가 끝나야 한다고 믿으며 도움을 거부한다. R2-D2의 격려를 받은 그는 레이에게 포스 사용법에 대한 세 가지 교훈을 주기로 동의한다. 훈련 중에 레이와 카일로는 포스를 통해 소통하기 시작하고, 이는 둘 다를 혼란스럽게 만든다. 카일로는 레이에게 루크가 자신의 힘을 두려워했다고 말한다. 루크는 스노크가 자신을 타락시키고 있음을 감지하자 카일로를 죽이려 잠시 생각했음을 고백하고, 이로 인해 카일로가 루크의 새로운 제다이 기사단을 파괴하게 되었다. 카일로가 구원될 수 있다고 확신한 레이는 아치토를 떠난다. 루크는 제다이 도서관을 불태우려 하지만 망설인다. 루크의 스승인 요다의 포스 유령이 나타나 번개를 소환하여 도서관을 파괴한다. 그는 루크에게 실패로부터 배우라고 격려한다.
한편, 포는 핀, 정비공 로즈 티코, BB-8에게 퍼스트 오더의 추적 장치를 비활성화하는 비밀 임무를 맡긴다. 마즈 카나타는 그들을 카지노 도시인 칸토 바이트로 안내하고, 거기서 그들은 해커 DJ를 만난다. 현지 경비대의 추격을 받던 그들은 마구간 소년들과 그들이 풀어준 경주 동물의 도움으로 칸토 바이트를 탈출한다. 핀, 로즈, DJ는 스노크의 기함에 침투하지만 캡틴 파스마에게 붙잡힌다. 카일로는 레이를 스노크에게 데려가고, 스노크는 루크의 행방을 알아내기 위해 그들의 마음을 연결했다고 밝힌다.
홀도는 소형 수송선을 사용하여 저항군의 남은 멤버들을 대피시킬 계획을 세운다. 포는 그녀의 계획이 비겁하고 무의미하다고 믿고 반란을 일으킨다. 회복된 레아는 블래스터로 포를 기절시키고 대피를 진행한다. 홀도는 스노크의 함대를 오도하기 위한 미끼로 함선에 남아 있고, 다른 이들은 크레이트의 버려진 기지로 도망친다. DJ는 저항군의 계획을 아미티지 헉스 장군에게 밝히며 자유를 얻고, 퍼스트 오더 함대는 대피 수송선에 발포하여 많은 수송선을 파괴한다.
레이를 죽이라는 명령을 받은 카일로는 대신 스노크를 죽이고 그녀의 도움으로 자신의 프라이토리안 가드를 물리친다. 레이는 카일로가 다크 사이드를 버렸기를 바라지만, 그는 대신 자신과 함께 은하계를 지배하자고 요청한다. 거부한 그녀는 루크의 광선검 통제를 놓고 그와 싸우고, 광선검은 두 동강 난다. 홀도는 광속으로 스노크의 기함을 가로질러 퍼스트 오더 함대를 마비시키며 자신을 희생한다. 레이는 파괴에서 탈출하고 카일로는 자신을 최고 지도자로 선언한다. BB-8은 핀과 로즈를 풀어주고, 그들은 파스마와 싸워 물리치고 크레이트의 생존자들과 합류한다. 퍼스트 오더가 도착하자 포, 핀, 로즈는 구식 스피더로 공격한다. 레이와 츄바카는 밀레니엄 팰컨으로 타이 파이터를 유인하고, 로즈는 핀이 자신을 희생하는 것을 막는다. 퍼스트 오더는 공성 포를 사용하여 저항군 요새를 뚫는다.
루크는 나타나 퍼스트 오더와 맞서 싸우고, 살아남은 저항군이 탈출할 수 있도록 한다. 카일로는 퍼스트 오더 병력에게 루크에게 발포하라고 명령하지만, 그들은 루크를 해치지 못한다. 그는 루크와 광선검 결투를 벌이고, 루크를 공격하자 카일로는 루크가 육체적으로 그곳에 있는 것이 아니라 포스를 통해 자신의 이미지를 투영하고 있음을 깨닫는다. 레이는 남은 저항군이 팰컨으로 탈출하도록 돕는다. 지친 루크는 아치토에서 평화롭게 죽고, 포스와 하나가 된다. 레이와 레아는 그의 죽음을 느끼고, 레아는 레이에게 저항군이 다시 일어설 수 있다고 말한다.
칸토 바이트에서 마구간 소년들은 루크 스카이워커의 이야기를 다시 들려준다. 그 후, 그들 중 한 명은 포스로 빗자루를 움직이며 우주를 응시한다.

## 평가
이 영화는 개봉과 동시에 호불호가 심하게 갈리는 논란작이 되었다. 평론가들은 클리셰 꺾기 등으로 작중 긴장감을 높이고 영화적인 메시지가 인상적이었다며 호평했지만 스타워즈 매니아 층들은 작품성이 형편없고 스타워즈의 기존 설정과 전통을 훼손했다며 크게 혹평을 가하고 있다.

## 출연
- 마크 해밀 - 루크 스카이워커
- 캐리 피셔 - 레아 오르가나 장군
- 애덤 드라이버 - 카일로 렌
- 데이지 리들리 - 레이
- 존 보예가 - 핀
- 오스카 아이작 - 포 다메론
- 앤디 서키스 - 슈프림 리더 스노크
- 루피타 뇽오 - 마즈 카나타
- 도널 글리슨 - 훅스 장군
- 앤서니 대니얼스 - C-3PO
- 그웬돌린 크리스티 - 파스마 대위
- 켈리 마리 트랜 - 로즈 티코
- 로라 던 - 애밀린 홀도 부제독
- 베니치오 델 토로 - DJ

## 제작
아일랜드의 스켈리그 마이클에서 몇 장면이 촬영되었으며, 2015년 9월부터 파인우드 스튜디오에서 주요 촬영이 시작되었다.

## 제공
- 수입/배급 : 월트디즈니컴퍼니코리아 유한책임회사
- 제작 : 루카스필름